# Championnat des Samoa américaines de football 2009
 (mai 2025).
Navigation
Saison précédente Saison suivante
La saison 2009 du Championnat des Samoa américaines de football est la trente-quatrième édition de la FFAS Soccer League, le championnat de première division aux Samoa américaines. Les dix formations participantes sont regroupées au sein d'une poule unique où elles s'affrontent une seule fois, puis les quatre premiers jouent une phase finale à élimination directe pour désigner le champion. Il n'y a pas de relégation à l'issue de la compétition.
La fin de championnat est gravement perturbée par un séisme, suivi d'un tsunami qui touche les Samoa américaines le 29 septembre 2009. Quatre des villages comptant des formations engagées sont durement touchés, ce qui provoque le choix de la fédération d'arrêter la compétition à l'issue de la 7e journée. Les 8e et 9e journées, ainsi que la phase finale ne sont pas disputées et le club de Black Roses, en tête du classement au moment de l'arrêt, est déclaré champion. C'est le premier titre de champion de l'histoire du club.

## Les clubs participants
- SKBC FC
- Pago Youth A
- Tafuna Jets
- PanSa Mens
- Utulei Youth
- Ilaoa et To'omata
- Black Roses FC
- Fagasa Youth
- Green Bay Faga'alu
- Pago Youth B

## Compétition
Le barème de points servant à établir le classement se décompose ainsi :
- Victoire : 3 points
- Match nul : 1 point
- Défaite : 0 point

| Rang | Équipe             | Pts | J | G | N | P | Bp | Bc | Diff |
| ---- | ------------------ | --- | - | - | - | - | -- | -- | ---- |
| 1    | Black Roses FC     | 18  | 7 | 6 | 0 | 1 | 18 | 6  | +12  |
| 2    | Ilaoa et To'omata  | 18  | 7 | 6 | 0 | 1 | 23 | 12 | +11  |
| 3    | Pago Youth AT      | 15  | 7 | 5 | 0 | 2 | 40 | 10 | +30  |
| 4    | PanSa Mens         | 13  | 7 | 4 | 1 | 2 | 24 | 17 | +7   |
| 5    | Fagasa Youth       | 12  | 7 | 4 | 0 | 3 | 24 | 18 | +6   |
| 6    | Tafuna Jets        | 10  | 7 | 3 | 1 | 3 | 17 | 18 | -1   |
| 7    | SKBC FC            | 9   | 7 | 3 | 0 | 4 | 27 | 22 | +5   |
| 8    | Green Bay Faga'alu | 3   | 7 | 1 | 0 | 6 | 13 | 31 | -18  |
| 9    | Utulei Youth       | 3   | 7 | 1 | 0 | 6 | 11 | 33 | -22  |
| 10   | Pago Youth B       | 3   | 7 | 1 | 0 | 6 | 17 | 47 | -30  |

|  | Champion des Samoa américaines 2009 |
|  | T : Tenant du titre                 |

## Bilan de la saison
| Championnat des Samoa américaines de football 2009 |                            |
| Champion                                           | Black Roses FC (1er titre) |
| Qualifications continentales                       |                            |
| Ligue des champions de l'OFC 2010-2011             | Aucun                      |
| Promotions et relégations                          |                            |
| Promus en FFAS Soccer League                       | Aucun                      |
| Relégués                                           | Aucun                      |